# 十全路
十全路（Shihcyuan Rd.）是高雄市的東西向重要道路，本道路共分為四個部分。東起於覺民路852巷口（正興國中西側），西止於同盟三路口，僅經三民一區。

## 行經行政區域
- 三民區

## 分段
十全路共分為四個部分：
- 十全路：東起於覺民路852巷口（正興國中西側）接於覺民路，西於民族一路口接十全一路。
- 十全一路：東於民族一路口接十全路，西於博愛一路口接十全二路。
- 十全二路：東於博愛一路口接十全一路，西於中華二路口接十全三路。
- 十全三路：東於中華二路口接十全三路，西止於同盟三路口。

## 歷史
位於民族一路與正興國中西側巷道之間新開通的十全路，已於1970年代完成土地徵收，但因牴觸戶不願遷離，歷經四十四年的協調之後，直到2016年10月27日全數執行完畢，2017年7月31日當日傍晚道路完工開放通行。

## 沿線設施
（由東至西）
- 十全路
  - 十全立體停車場(6號)
  - 高雄市果菜批發市場(門牌設於民族一路100號)
- 十全一路
  - 高雄市三民區愛國國民小學(1號)
  - 新大港保安宮(52號)
  - 高雄市政府警察局三民第一分局（页面存档备份，存于）十全路派出所(86號)
  - 高雄市政府消防局十全分隊(88號)
  - 高雄醫學大學附設中和紀念醫院(100號)
    - 高雄醫學大學郵局（高雄醫學大學內

  - 高雄市立三民國民中學(200號)
  - 高雄市三民區博愛國民小學(202號)
  - 三民公園
    - 高雄市立圖書館三民分館（220號 三民公園內）
    - 三民公園老人活動中心（三民公園內）
- 十全二路
  - 高雄市三民區十全國民小學(162號)
  - 十全玉市(門牌設於自立一路369號)
  - 台灣電力公司高屏供電營運處(320號)
    - 高雄超高壓變電所
- 十全三路
  - 高雄市政府勞工局博愛職業技能訓練中心(101號)
  - 美都公園
  - 中都濕地公園

## 公車資訊
- 十全一路
  - 漢程客運
    - 33 金獅湖站－捷運鹽埕埔站（大仁路）
    - 紅30 忠誠路口－高雄車站（建國路）
    - 紅31 金獅湖站－高雄車站（建國路）

  - 南台灣客運
    - 28 加昌站－楠梓區公所－高雄車站（建國路）
    - 紅29 捷運後驛站－陽明國小

  - 港都客運
    - 53 建軍站（捷運衛武營站）－果菜公司－高雄車站（中山路）

  - 高雄客運
    - E25高旗六龜快線 六龜新站－美濃－旗山－國道十號－建國站（返程經高鐵左營站）
    - E28高旗美濃快線 美濃－旗山－國道十號－建國站
    - E32高旗甲仙快線 甲仙－旗山－國道十號－建國站
    - 8008 臺鐵岡山車站（捷運岡山車站）－澄清湖－建國站
    - 8009 旗山北站－澄清湖－建國站
    - 8023 建國站－楠梓－旗山北站
- 十全二路
  - 港都客運
    - 53 建軍站（捷運衛武營站）－果菜公司－高雄車站（中山路）

  - 南台灣客運
    - 28 加昌站－楠梓區公所－高雄車站（建國路）

  - 高雄客運（只經變電所）
    - 8043 建國站－台17線－茄萣站

## 公共自行車
- 高雄市公共自行車租賃系統：
  - 十全民族路口：十全路/民族路口東北側
  - 博愛國小：十全一路/瀋陽街(北側)
  - 三民公園南側：十全路/松江街口東北側
  - 十全康平街口：十全二路/康平街口(西北側)
  - 美都公園：十全三路101號西側
  - 同盟十全路口：同盟三路/十全路口(東北側)

## 來源
1. ↑  自由電子報. . 自由時報. 2017-07-31  [2019-03-06]. （原始内容存档于2019-03-06） （中文）.
2. ↑  東森新聞. . YouTube. 2017-07-31  [2019-03-06] （中文）.

## 內部連結
- 高雄市主要道路列表